# 와디아카리트 전투
와디아카리트 전투(Battle of Wadi Akarit)는 1943년 4월 6일부터 1943년 4월 7일까지 튀니지 가베스 인근의 와디아카리트에서 일어난 제2차 세계 대전의 튀니지 전역의 전투이다.
이 전투는 버나드 로 몽고메리가 이끄는 영국의 육군 제8군, 조반니 메세가 이끄는 이탈리아 왕국의 군단이 참전했다. 인도 제국, 뉴질랜드의 군단이 영국과 함께 참전했고 나치 독일의 군단이 이탈리아와 함께 참전했다.
영국의 제51(하이랜드) 보병사단이 추축국의 방어선을 돌파하고 추축국의 공격을 방어하는 교두보를 마련했다. 몇 차례에 걸친 결정적인 반격이 일어난 뒤에 추축국은 철수했다. 버나드 로 몽고메리가 이끄는 영국의 육군 제8군은 튀니스 방면으로 추격했으며 이는 추축국이 방어하고 있던 엔피다(Enfidha)까지 이어졌다.

## 전투 서열
- 연합군: 영국 제8군 - 버나드 몽고메리 대장
  - 영국 제30(XXX)군단 - 올리버 리세 중장
    - 제50노섬브리안 보병사단
    - 제51(하이랜드) 보병사단
    - 인도 제4사단
    - 뉴질랜드 제2사단 포병대
    - 영국 제1기갑사단
- 추축군: 이탈리아 제1군 - 조반니 메세 대장
  - 이탈리아 제20(XX)차량화군단
    - 제136보병사단 조바니 파시스티
    - 제101차량화사단 트리에스테
    - 독일 제90경사단 (1개 연대)

  - 이탈리아 제21(XXI)군단
    - 제80보병사단 라스페치아
    - 제16차량화사단 피스토이아
    - 독일 제164보병사단

  - 예비대: 제15기갑사단